# Colbordolo
Colbordolo egy község volt Olaszországban, Marche régióban, Pesaro és Urbino megyében. Colbordolo Montelabbate, Petriano, Sant’Angelo in Lizzola, Tavullia, Urbino, Montecalvo in Foglia és Mondaino községekkel volt határos.

## Története
A községet 2014. január 1-én egyesítették Sant’Angelo in Lizzolával, így jött létre belőlük Vallefoglia.